# Pablo Marí
Pablo Marí Villar (Almussafes, Spanyolország, 1993. augusztus 31. –) spanyol labdarúgó, az olasz Monza játékosa.

## Pályafutása
Az Mallorca akadémiáján nevelkedett, majd 17 évesen a tartalék csapat tagja lett. 2011. december 7-én mutatkozott be az első csapatban a Granada ellen 2–2-re végződő bajnoki mérkőzésen a 61. percben Pedro Bigas cseréjeként. 2013. szeptember 2-án aláírt a Gimnástic csapatához. Október 12-én az Olímpic de Xàtiva klubja ellen mutatkozott be a bajnokságban. 2013. december 1-jén első gólját szerezte meg a Levante UD B együttese ellen. 2015. június 25-én 3 évvel meghosszabbította a szerződését a klubbal. 2016. augusztus 15-én az angol Manchester City igazolta le, majd másnap kölcsönadta a Gironának. A holland NAC Breda és a Deportivo csapatánál is megfordult kölcsönben az angol klubtól.
2019. július 11-én aláírt a brazil Flamengóhoz 2022-ig. 2019-ben bajnoki címet és Libertadores-kupát nyert. 2020. január 29-én kölcsönbe az angol Arsenal az idény végéig kölcsönvette és opciós joga lesz a végleges megvásárlásra.
2022. január 20-án jelentették be, hogy az olasz Udinese Calcio csapata a 2021–22-es idény további részére kölcsönbe vette.

## Sikerei, díjai
- Flamengo
  - Brazil Série A: 2019[16]
  - Copa Libertadores: 2019[17]

## További információ
- Pablo Marí adatlapja a Transfermarkt oldalán (angolul)
- Pablo Marí adatlapja a Soccerway oldalon (angolul)